# 西湖苑宾馆
西湖苑宾馆是一家三星级宾馆，位于中国广东省广州市华南理工大学五山校区西湖旁，属华南理工大学全资下属企业。

## 历史
宾馆前身为建于1982年11月的外国专家楼和建于1983年2月的外国专家饭堂，由华工建筑设计研究院的林克明、郑鹏、陈开庆等设计。1992年，增加了连廊使之相连。
1999年，华工决定对外国专家楼和外国专家饭堂进行改造，遂在其基础上建立留学生与外籍专家宿舍。该项工程由华工建筑设计研究院的马威设计，于2001年投入使用。建成后上述三栋建筑统称西湖苑宾馆。
2003年11月，经广州市旅游局审核批准，被评为“三星级旅游涉外宾馆”，成为广东省首家高校内的星级宾馆。